# Tupolew M-141

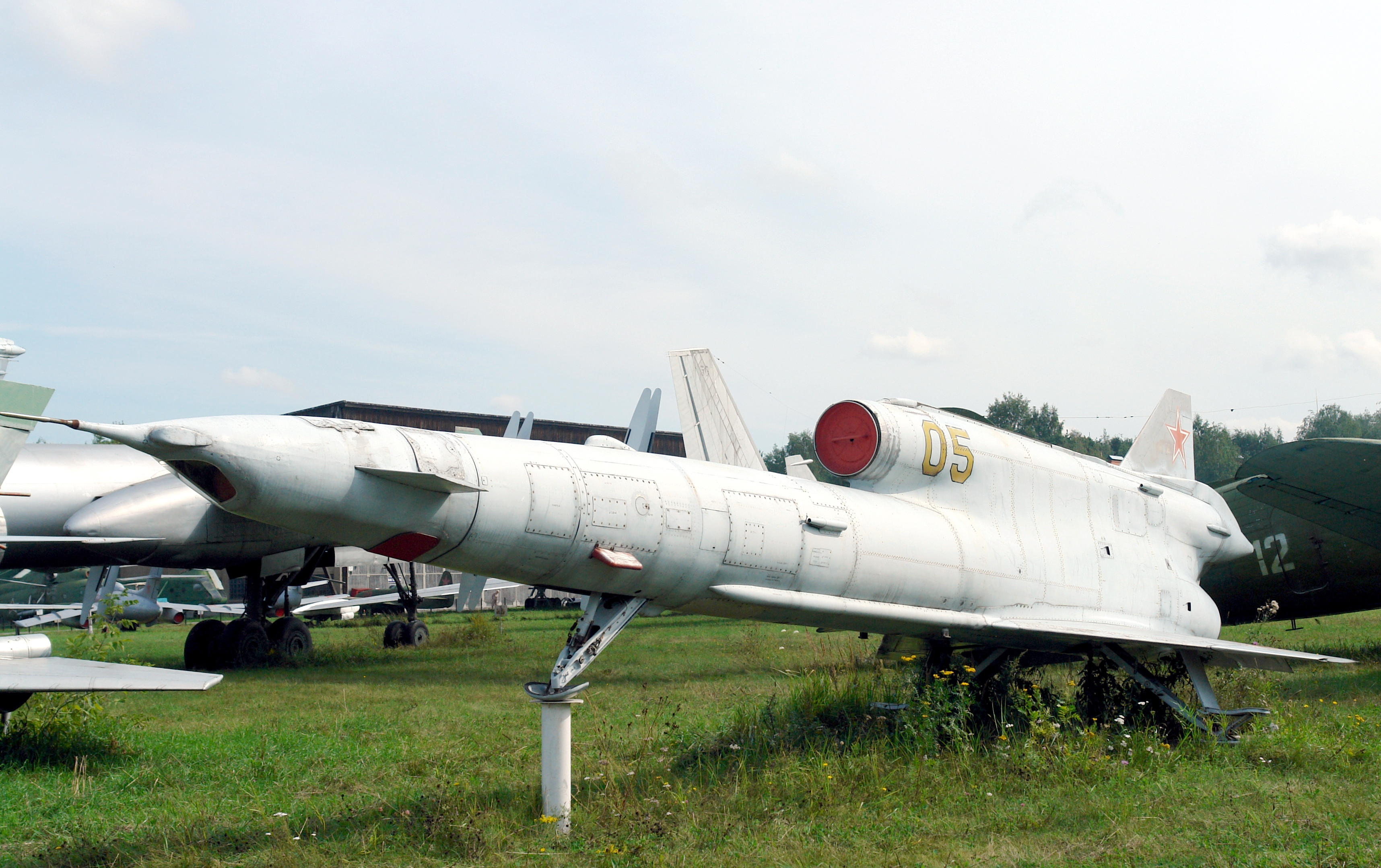
Tupolew M-141, Monino, 2006

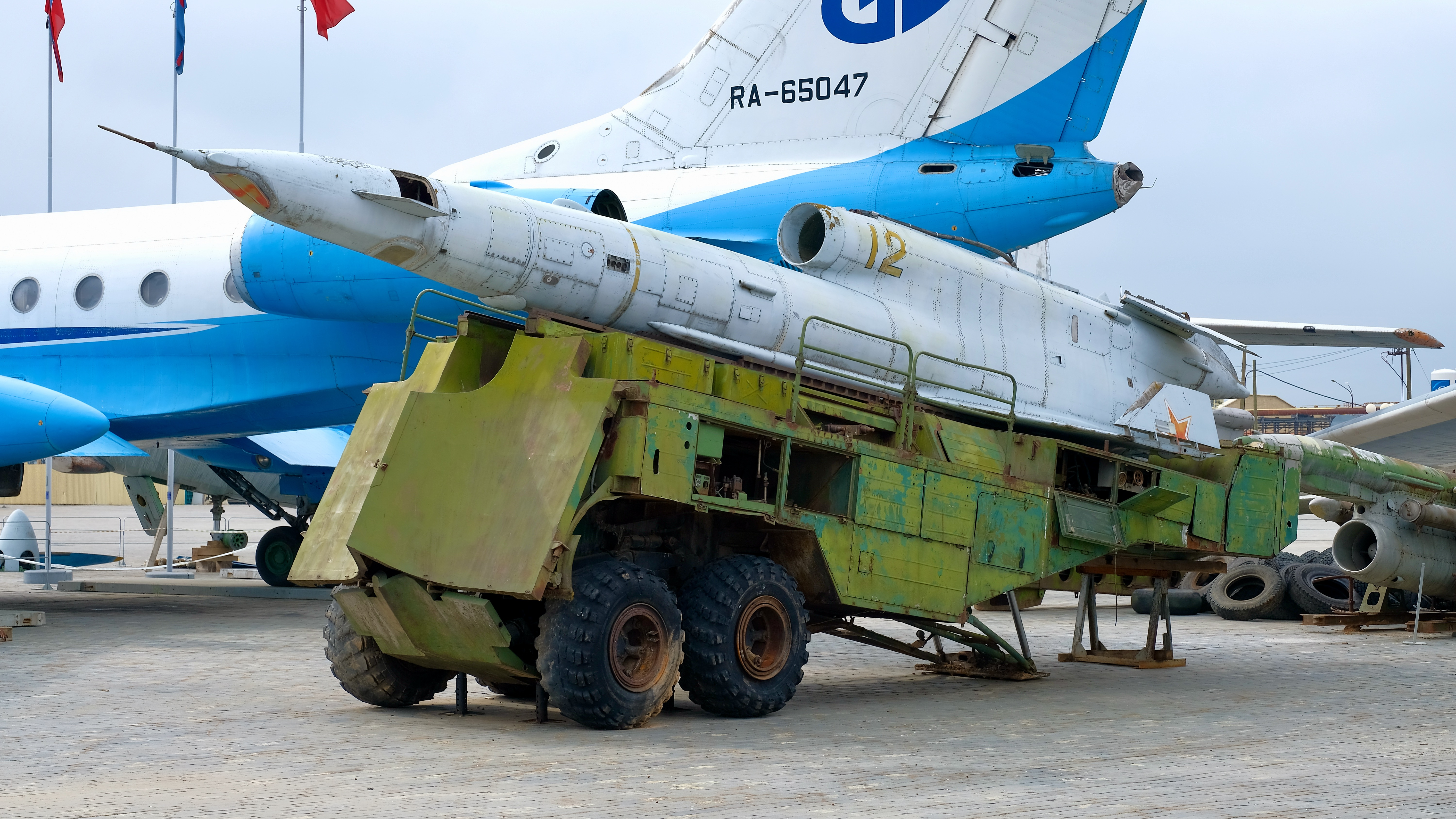
M-141 auf mobiler Startrampe, ausgestellt in Swerdlowsk, 2022

Die Tupolew M-141, auch Tu-141 Strisch (russisch Стриж „Mauersegler“), ist eine Drohne zur Fernaufklärung, die vom OKB Tupolew entwickelt wurde. 1975 wurde die M-141 von den sowjetischen Streitkräften in Dienst gestellt und dort als WR-2 bezeichnet. Eine dieser Drohnen ist im Zentralen Museum der Luftstreitkräfte der Russischen Föderation in Monino ausgestellt.

## Technische Daten

Dreiseitenriss Tupolew M-141

| Kenngröße             | Daten |
| --------------------- | --- |
| Besatzung             | – |
| Länge                 | 14,33 m |
| Spannweite            | 3,0 m |
| Höhe                  | |
| Flügelform            | niedrig angebrachte Deltaflügel mit rechteckigen Flügelenden, kleine Entenflügel mit ebenfalls rechteckigen Flügelenden |
| Flügelfläche          | |
| Flügelstreckung       | |
| Nutzlast              | |
| Leermasse             | |
| max. Startmasse       | |
| Marschgeschwindigkeit | |
| Höchstgeschwindigkeit | 950–1100 km/h |
| Flughöhe              | 50–1000 m |
| Dienstgipfelhöhe      | ca. 6000 m |
| Reichweite            | 1000 km |
| Triebwerke            | ein Turbojet-Triebwerk NR-17                                                                                            |
| Startmethode          | JATO (Start mittels Hilfsraketen), Landung mittels Fallschirm                                                           |
| Bewaffnung            | – |

## Unfälle
Am 10. März 2022 stürzte eine Tu-141 in Zagreb-Jarun ab, einem Stadtteil im Südwesten der kroatischen Hauptstadt Zagreb. Die Drohne war mutmaßlich in der Ukraine gestartet (siehe Russischer Überfall auf die Ukraine 2022) und hatte Rumänien und Ungarn überquert.
Sie schlug in der Nähe eines Universitätswohnheims ein. Das Stadtzentrum von Zagreb liegt etwa 90 Kilometer Luftlinie von der Grenze zwischen Kroatien und Ungarn entfernt.

## Angriffe auf russisches Territorium
Vermutlich wurden modifizierte Tu-141-Aufklärungsdrohnen im Verlauf des russischen Überfalls auf die Ukraine durch die ukrainischen Streitkräfte am 5. Dezember 2022 zu Angriffen auf die russischen Militärflugplätze Djagilewo und Engels-2 benutzt.
Am 26. März 2023 wurde durch russische Nachrichten gemeldet, dass in einem Dorf in der Oblast Tula, ca. 200 km südlich von Moskau, eine modifizierte Drohne nach einem Absturz einen 5 Meter tiefen Krater hinterlassen hat. Dabei wurden drei Menschen verletzt.